# John Burroughs (político)
John Burroughs (Robert Lee, Texas; 7 de abril de 1907-Portales, Nuevo México; 21 de mayo de 1978) fue un político y educador estadounidense miembro del Partido Demócrata que se desempeñó como gobernador de Nuevo México de 1959 a 1961.

## Biografía
Burroughs nació en Robert Lee, Texas. Asistió a la Universidad Tecnológica de Texas, donde jugó en el equipo de fútbol y fue miembro del Club Agg, la Cámara de Comercio Tecnológica, el equipo de evaluación de valores y el consejo estudiantil. Se graduó en 1929 con una licenciatura en la ganadería, y luego tomó cursos de posgrado en la Universidad Estatal de Colorado.
Obtuvo su certificado de maestro y luego de varios años de enseñar agricultura en las ciudades de Los Lunas y Clovis en Nuevo México, pasó a trabajar para una compañía petrolera ubicada en esta última. En 1942, ingresó a la industria del procesado de los alimentos. Finalmente, fundó la «Cotton Oil Mill and Peanut Mill Company», que tenía sucursales en San Antonio, Texas y Portales, Nuevo México. Su planta de Texas hacía mantequilla de cacahuete.
Como representante por primera vez en la legislatura de Nuevo México de Portales en 1957, Burroughs derrotó al gobernador titular Edwin L. Mechem por menos del uno por ciento de los votos, 103,481 a 101,567.
Como gobernador, Burroughs hizo hincapié en la responsabilidad financiera y presionó a los funcionarios estatales para que recuperaran los fondos adeudados al estado. Creó el Departamento de Desarrollo de Nuevo México incorporando la Oficina de Turismo, la Comisión de Desarrollo Económico y la «New Mexico Magazine» bajo una sola autoridad. No fue reelegido. El año siguiente trató de obtener la nominación demócrata para gobernador, pero se vio obstaculizado al principio del proceso cuando su candidatura fue anulada por el poderoso senador Clinton Anderson. Se postuló nuevamente para gobernador en 1966, recibiendo el respaldo de la convención de preprimaria demócrata, pero Gene Lusk lo derrotó rotundamente en las primarias demócratas. Burroughs se retiró de la política, pero todavía sirvió en la Junta de Finanzas de Nuevo México bajo los gobernadores Bruce King y Jerry Apodaca.